# Butilhidroxianisol
El butilhidroxianisol o hidroxibutilanisol (BHA por sus siglas en inglés) es un producto petroquímico sólido, ceroso y sintético con propiedades antioxidantes que lo hacen útil como aditivo conservador en alimentos, cosméticos, productos farmacéuticos, caucho y productos derivados del petróleo ya que previene la oxidación y enranciamiento de los aceites.
Su uso como aditivo alimenticio conservante de alimentos se remonta a 1947 y se le ha asignado el número E E320.

## Composición química
El BHA consiste en una mezcla de dos compuestos orgánicos isoméricos, 2- terc -butil-4-hidroxianisol y 3- terc -butil-4-hidroxianisol. Se prepara a partir de 4-metoxifenol e isobutileno.

## Aplicaciones
El BHA se ha utilizado ampliamente como aditivo alimentario conservador siendo agregado a las grasas comestibles y los alimentos que contienen grasas por sus propiedades antioxidantes, ya que previene el enranciamiento de los alimentos, que crea olores desagradables. Estas propiedades hacen que también se utilice para la producción de productos farmacéuticos y cosméticos.
Su uso se encuentra aprobado por la Unión Europea y la FDA, pudiendo ser utilizado en diferentes cantidades según las distintas categorías de alimentos.
Se le ha asignado el número E E320. A menudo se combina con butilhidroxitolueno (BHT), un químico similar.

## Efectos en la salud
La Comisión Europea ha realizado una evaluación de la literatura científica disponible. Como resultado de la misma, se señala la falta de potencial del compuesto para inducir efectos cancerígenos en humanos; los estudios que muestran efectos cancerígenos en hámsteres no son relevantes para los humanos (que carecen de estómago anterior). También se señala que la alteración endocrina, si la hay, probablemente solo esté presente en niveles que excedan con creces la posible ingesta como aditivo en alimentos.
Los Institutos Nacionales de Salud de EE. UU. consideran que "es un pronóstico razonable" que el BHA pueda ser un carcinógeno humano, con base en la evidencia de carcinogenicidad en animales de experimentación. En particular cuando se administra en altas dosis como parte de su dieta, el BHA causa papilomas y carcinomas de células escamosas del estómago anterior en ratas y hámsteres dorados sirios. Sin embargo, en ratones, no hay efecto cancerígeno;
Sin embargo, existe también evidencia de que el BHA puede tener un efecto protector contra la carcinogenicidad de otros químicos.
Al examinar las estadísticas en la población humana, los bajos niveles habituales de ingesta de BHA no muestran una asociación significativa con un mayor riesgo de cáncer. Sin embargo, el estado de California ha incluido al BHA en la lista de carcinógenos.
El Centro Internacional de Investigaciones sobre el Cáncer indicó que se probó la carcinogenicidad del hidroxianisol butilado en ciertos roedores que cuentan con estómago anterior mediante dos experimentos en ratas y dos experimentos en hámsteres mediante la administración en la dieta, induciendo tumores benignos y malignos del estómago anterior.
Uno de sus metabolitos, el TBHQ, es un conservante alimenticio que ha recibido mala fama por las publicaciones del escritor sobre alimentos Michael Pollan.